# Гордій Ігор Романович
Ігор Романович Гордій (нар. 13 березня 1956, с. Дорогичівка, Україна - 26 лютого 2025, м. Тернопіль (68 років)) — український архітектор, член Національної спілки архітекторів України (з 1983. Проєктував об'єкти житлового і громадського призначення та містобудівні комплекси в м. Тернополі та населених пунктах області.

## Життєпис
Ігор Романович Гордій народився 13 березня 1956 року в селі Дорогичівці Заліщицького району Тернопільської області (нині Україна). Батько — Роман Якович Гордій (1927—1998) — вчитель географії, директор Дорогичівської і Лисівецької шкіл, завуч Товстенського ПТУ. Мати — Ореста Йосипівна Гордій (Тракало) (1931—2015), вчителька історії Дорогичівської, Лисівецької і Товстенської шкіл.[джерело?]
Навчався у загальноосвітніх школах села Дорогичівки і смт Товстого. Закінчив архітектурний факультет Київського інженерно-будівельного інституту (нині Київський національний університет будівництва і архітектури). Навчався в аспірантурі ЦНДПІ житла (м. Москва, 1986—1990).
Роботу розпочав у 1979 році в місті Тернополі у філіалі інституту «Діпроцивільпромбуд»: 1979—2003 — архітектор, керівник групи, начальник АПМ-2 в ДПІ «Діпроцивільпромбуд» та директор «Цивільпромпроект-2» у корпорації «Терно-КОРС»[джерело?]. У 2003—2016 — засновник і директор приватного підприємства «Науково-проєктно-виробниче підприємство „Вектор“».
Нині працює як архітектор і засновник «Архітектурно-проектне бюро архітектора Гордія І. Р.».[джерело?]
Член правління Тернопільської обласної організації НСАУ і член Ради Тернопільського регіонального осереду архітектурної палати НСАУ.
У 2000—2004 обирався акредитованим членом Української академії архітектури.

## Основні реалізовані проєкти
в Тернополі
- Поліклініка і водогрязелікарня 3-ї міської лікарні на вул. Бережанській (1986);
- Терапевтичний корпус обласної лікарні (у співавторстві, 1995);
- Тернопільська загальноосвітня школа № 24 (у співавторстві, 1988);
- житловий мікрорайон на вул. Надзбручанській (у співавторстві, 1988);
- Житлові будинки на вул. Коцюбинського, вул. Липовій, вул. Довженка, б-ру Д. Вишневецького, Полковника Д. Нечая, вул. Шашкевича[2], вул. Шептицького (1998—2016);
- Автосалон «Міцубісі», «Сузукі», «Рено» і «Ніссан» (2009);[джерело?]
- Каплиця освячення води поблизу Архикатедрального собору (2014);
- Торговий центр на вул. Оболоня (2015);[2]
- Розважально-торгово-офісний комплекс на вул. О. Кульчицької (2016);[2]
- Концепція і проект реконструкції площі Героїв Євромайдану з пам'ятником Небесній Сотні (в співавторстві з архітектором Олегом Головчаком, 2016)[джерело?].

в інших населених пунктах
- житловий квартал у Кременці (у співавторстві, 1988);
- Ресторан у с. Підгородньому Тернопільського району (2011)[джерело?].

## Інші проєктні розробки, об'єкти, що будуються
в Тернополі
- Детальний план території мікрорайону № 6 («Варшавський») та житлові будинки І, ІІ, III черги будівництва мікрорайону «Варшавський» (поч. 2016—2017);[2]
- Торговий центр, оздоровчо-спортивний комплекс, багаторівневий паркінг на мікрорайоні № 6 (ескізні проєкти, поч. 2016);<ref name="ПроВсе" >
- Діловий центр на площі Героїв Євромайдану за участі архітектора Олега Головчак (поч. 2016)[джерело?];
- Житлово-громадський комплекс «Андріївський» на площі Героїв Євромайдану — вул. М. Шептицького (поч. 2014)[джерело?];
- Група житлових будинків по вул. Білогірській (поч. 2008)[джерело?];
- Група житлових будинків на проспекті С. Бандери, 83-а (поч. 2012)[джерело?];
- Житлові будинки по вул. Київській (поч. 2014) і Полковника УПА Омельяна Польового (поч. 2016)[джерело?];
- Лікувально-діагностичний центр по вул. Романа Купчинського (ескізний проект у співавторстві з архітектором К. Чуйко, 2016)[джерело?];
- Житловий будинок на б-рі Шевченка (поч. 2017)[джерело?].

## Нагороди
- Почесна грамота Державного комітету України з питань регуляторної політики і підприємництва та Грамотами Тернопільської обласної державної адміністрації[джерело?].
- Подяка Архієпископа і Митрополита Тернопільсько-Зборівського УГКЦ Василя Семенюка[джерело?].
- Медаль-відзнака міського голови Тернополя (2015)[джерело?].
- Обласна премія в галузі культури у номінації “Архітектура - імені Георгія Пінзеля”(2018)[джерело?].

## Портфоліо
Тернопіль
інші населені пункти